# H. Upmann

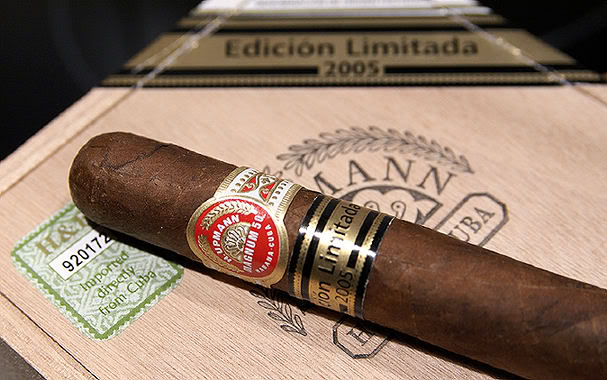
H.Upmann Magnum

H. Upmann es la marca de dos cigarros premium, el original producido en la isla de Cuba por Habanos SA, la tabacalera estatal cubana, y una línea no relacionada producida por Imperial Tobacco (anteriormente Altadis SA), en La Romana, República Dominicana. H. Upmann es también el nombre de un banco cubano de larga data establecido por el fundador del negocio de cigarros, Hermann Dietrich Upmann.

## Historia

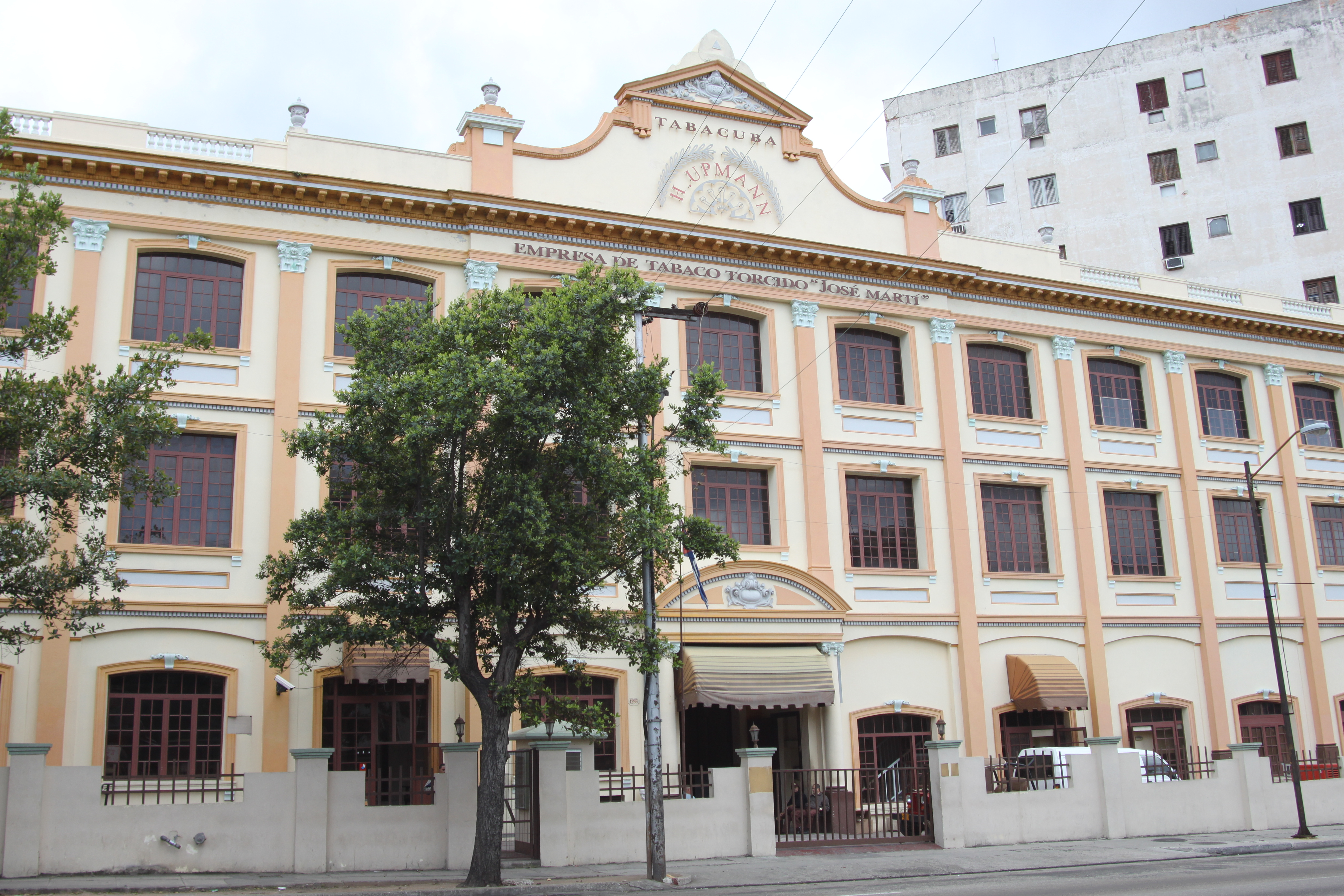
fábrica H.Upmann, Habana

H. Upmann es una de las marcas de cigarros más antiguas que existen. En 1843, el banquero Hermann Dietrich Upmann (nacido el 16 de mayo de 1816 - 1894) llegó a La Habana, Cuba para arreglar los asuntos comerciales de la empresa Gravenhorst & Co., una empresa importadora / exportadora ubicada en Bremen, Alemania. Viendo la posibilidad de nuevas oportunidades de importación, Upmann compró una fábrica de cigarros local en la calle San Miguel 85, Habana y comenzó a producir cigarros bajo la marca H. Upmann en 1844. Al mismo tiempo comenzó un negocio bancario, con el banco H. Upmann & Co.,  abasteciendo al principio a los comerciantes y los fabricantes del tabaco. Hermann Upmann se retiró en 1890, y fue sucedido por su sobrino, Heinrich Upmann que continuó el negocio con sus socios Heinrich Runken y Theodore Garbade y Hermann Upmann, hasta su muerte en 1914, y fue sucesivamente sucedido por (Hermann y Albert) Upmann, sobrinos de Heinrich. Hacia 1900, H. Upmann se había trasladado a un gran edificio situado en 159-169 Paseo de Tacón (más tarde renombrado Avenida Carlos III) en Habana, situado entre calle Belascoin y la Avenida Carlos III. El Banco H. Upmann se encontraba en la calle Mercaderes Amargura 1-3 en Habana.
Upmann es a veces acreditado con la invención de los cigarros en embalaje de cajas de cedro para dar a sus clientes. Estas cajas originales estaban etiquetadas con el nombre de H. Upmann y contenían cigarros de otros fabricantes, muy probablemente como un anuncio, hasta que los Upmann compraron su propia fábrica de cigarros en 1844: La famosa fábrica Upmann, ahora conocida como José Martí en Habana.
A finales de los 80, la marca H. Upmann ganó el reconocimiento international en varias exposiciones, y logra la calificación de “Proveedor de Su Majestad Don Alfonso Xll, Rey de España". Ganó también siete medallas de oro que aún adorna las actuales cajas de H. Upmann, junto con la firma original de Hermann Upmann. 
Montecristo una marca joven en aquella época, llegó a ser uno de los puros Habanos más conocidos. Al producirse en la fábrica H. Upmann que era internacionalmente reconocido adquirió gran prestigio. En Norteamérica, Charles Landau se convirtió en el agente exclusivo de los puros H. Upmann durante muchos años.
Con el final de la Primera Guerra Mundial en 1918, la situación económica de Cuba empeoró dramáticamente, especialmente después del gran crash que trajo consecuencias insondables a miles de trabajadores que perdieron sus empleos. En mayo de 1922, tanto el H. Upmann & Co. como la operación de puros H. Upmann estaban en bancarrota. Ese mismo año, J. Frankau & Co, uno de los agentes con licencia de H. Upmann para el Reino Unido, compró la marca y fábrica de cigarros H. Upmann en subasta por 30.000 pesos cubanos y después de una negociación de tres años con acreedores de Upmann, para restaurar la producción de cigarros bajo la marca H. Upmann. En 1935, J. Frankau fue comprado por J. R. Freeman & Son, que encontró difícil manejar una compañía de cigarros cubana desde Londres. En 1937, la empresa fue vendida a la recientemente establecida Menéndez, García y Cía Co. J. Frankau conservó los derechos de H. Upmann en el Reino Unido como parte del acuerdo. Menéndez y Cie continuó la producción de puros H. Upmann hasta la nacionalización de la industria del tabaco después de la Revolución Cubana el 15 de septiembre de 1960.
El cigarro favorito del presidente de los Estados Unidos, John F. Kennedy, fue el H. Upmann Petit Upmann (que se vende bajo el nombre de Demi Tasse en los Estados Unidos). La noche anterior a la firma del embargo cubano, el ayudante Pierre Salinger compró todas las cajas que pudiera reunir de los kioscos de Washington D. C., con un total de 1.200 cigarros.

## Cuban H. UpmannVitolas
Sigue aquí una lista de vitolas hecho a mano dentro de la lista de H. Upmann para la venta, su longitud, medidor de anillos, su nombre de fábrica, una descripción de su tamaño, (su fecha de lanzamiento y su fabricante actual):
- Half Corona – 3.5" (90 mm) x 44. Corona, a petit corona (a 2011 release. Current)
- Epicure – 4.3" (110 mm) × 35. Epicures, a short panetela (a pre-1960 release. Current)
- Corona Junior – 4.5" (115 mm) × 36. Cadetes, a short panetela (a pre-1960 release. Current)
- Corona Minor – 4.6" (117 mm) x 40. Coronitas, a petit corona (a pre-1960 release. Current)
- Robusto – 4.8" (122 mm) x 50. Robustos, a robusto (a 2007 release. Current)
- Connoisseur No. 1 – 5" (127 mm) × 48. Hermosos No.4, a corona extra (a pre-1960 release. Current)
- Petit Corona – 5.1" (129 mm) × 42. Marevas, a petit corona (a pre-1960 release. Current)
- Regalias – 5.1" (129 mm) × 42. Petit Coronas, a petit corona (a pre-1960 release. Current)
- Corona Major – 5.2" (132 mm) × 42. Eminentes, a corona (a pre-1960 release. Current)
- Majestic – 5.5" (140 mm) × 40. Cremas, a corona (a pre-1960 release. Current)
- Connoisseur A – 5.5" (140 mm) x 52. Genios, a corona (a 2013 release. Current)
- Magnum 46 – 5.6" (143 mm) × 46. Corona Gordas, a grand corona (a pre-1960 release. Current)
- Upmann No. 2 – 6.1" (156 mm) × 52. Pirámides, a pyramid (a pre-1960 release. Current)
- Magnum 50 – 6.3" (160 mm) × 50. Double Robustos, a double robusto (a 2008 release. Current)
- Monarcas – 7" (178 mm) × 47. Julieta No.2, a Churchill (a pre-1960 release. Discontinued 2009, but still available)
- Sir Winston – 7" (178 mm) × 47. Julieta No.2, a Churchill (a pre-1960 release. Current)

### Edición Limitada
- Magnum 50 – 6.3" (160 mm) × 50. Magnum 50, a double robusto (a 2005 release. Current but limited)
- Magnum 48 – 4.3" (110 mm) × 48. Magnum 48, a petit robusto (a 2009 release. Current but limited)
- Robusto – 4.8" (122 mm) x 50. Robustos, a robusto (a 2012 release. Current but limited)
- Magnum 56 – 5.9" (150 mm) × 56. Magnum 56, a double robusto (a 2015 release. Current but limited)

## Dominican H. UpmannVitolas

### 1844 Reserve
- Demitasse – 4-1/2" × 33.
- Corona – 5-1/2" × 44
- Robusto – 5" × 50.
- Churchill – 7" × 50.
- Belicoso – 6-1/8" × 52 (a Torpedo)
- Toro – 6" × 54.
- Titan – 6" × 60.

### Legacy
- Corona – 5-1/2" × 44.
- Toro – 6" × 52.
- Robusto – 5" × 54.
- Churchill – 7" × 54.
- Magnum – 6" × 60.

### Vintage Cameroon
- Petite Corona – 5" ×40.
- Corona – 5-1/2" × 44.
- Lonsdale – 6-5/8" × 44.
- Churchill – 7" × 50.
- Robusto – 5" × 52.
- Belicoso – 6-1/8" x 52 (a Torpedo).
- Toro – 6" × 54.

### Reserve Maduro
- Robusto – 5" × 54.
- Toro – 6" × 54.
- Titan – 6" × 60.

### The Banker
- Currency – 5-1/2" × 48 (Corona).
- Annuity – 6" × 52 (Toro).
- Private Holding Ingot – 6" × 54 (Toro) (A different blend from the rest of the Banker line)
- Arbitrage – 7" × 56 (Churchill).